# Ekkehard Henschke
Ekkehard Henschke (* 31. März 1940 in Berlin) ist ein deutscher Bibliothekar und Historiker. Von 1992 bis 2005 war er Leitender Bibliotheksdirektor der Universitätsbibliothek Leipzig.

## Leben und Wirken
Ekkehard Henschke studierte Geschichte, Anglistik und Volkswirtschaftslehre an der Freien Universität Berlin und promovierte dort 1972. Von 1968 bis 1973 war er Mitarbeiter am Institut für Wirtschafts- und Sozialgeschichte der Freien Universität Berlin. Im Jahre 1973 trat er als Bibliotheksreferendar an der Universitätsbibliothek der Technischen Universität Berlin in die Ausbildung für den höheren Bibliotheksdienst ein und legte 1975 am Bibliothekar-Lehrinstitut des Landes Nordrhein-Westfalen die Fachprüfung hierfür ab. Von 1975 bis 1982 war er als wissenschaftlicher Bibliothekar an der Universitätsbibliothek Hohenheim tätig. 1982 wechselte er als stellvertretender Bibliotheksdirektor an die Württembergische Landesbibliothek, zugleich wurde er in Stuttgart Leiter des Zentralkatalogs Baden-Württemberg. 1992 wurde er Leitender Bibliotheksdirektor der Universitätsbibliothek Leipzig; dieses Amt hatte er bis 2005 inne. Hier wirkte er am Aufbau einer modernen Gebrauchsbibliothek in einem einschichtigen Bibliothekssystem mit. 
Zu seinen Veröffentlichungen zählen unter anderem zahlreiche Arbeiten zur Wirtschafts- und Sozialgeschichte sowie Zeitgeschichte.

## Schriften (Auswahl)
- Landesherrschaft und Bergbauwirtschaft. Zur Wirtschafts- und Verwaltungsgeschichte des Oberharzer Bergbaugebietes im 16. und 17. Jahrhundert (= Schriften zur Wirtschafts- und Sozialgeschichte, Bd. 23). Duncker & Humblot, Berlin 1974, ISBN 3-428-03124-5 (Dissertation Freie Universität Berlin).
- Die Indian Institute of Technology Madras 195–1974. In: Internationales Asien-Forum, Bd. 8 (1977), S. 30–53.
- Sozialer Konflikt und staatliche Aktivität im wilhelminischen Deutschland: Der Streik der Konfektionsarbeiter im Jahre 1896. In: Internationale Wissenschaftliche Korrespondenz zur Geschichte der deutschen Arbeiterbewegung, Jg. 1981, H. 2, S. 154–168.
- Der Beitrag der Zentralkataloge zur Altbestandskatalogisierung. In: ABI-Technik, Bd. 8 (1988), S. 25–31.
- Die Neuordnung des deutschen Leihverkehrs. In: Hartwig Lohse (Hrsg.): Bibliotheken in alten und neuen Hochschulen (= Zeitschrift für Bibliothekswesen und Bibliographie, Sonderhefte, Bd. 55). Klostermann, Frankfurt/M. 1993, S. 387–393, ISBN 3-465-02559-8.
- Der äußere und innere Wiederaufbau der Universitätsbibliothek Leipzig. In: ABI-Technik, Bd. 13 (1993), S. 81–94.
- Von der Reformation zur Reform. 450 Jahre Universitätsbibliothek Leipzig. In: Hartwig Lohse (Hrsg.): Bibliotheken, Service für die Zukunft (= Zeitschrift für Bibliothekswesen und Bibliographie, Sonderhefte, Bd. 58). Klostermann, Frankfurt/M. 1994, S. 209–217, ISBN 3-465-02631-4.
- Die wissenschaftlichen Bibliotheken im Transformationsprozess der neuen Bundesländer. In: Johannes Jacobi (Hrsg.): Bibliothek als Lebenselexier.  Festschrift für Gottfried Rost zum 65. Geburtstag. Die Deutsche Bibliothek, Leipzig 1996, S. 35–46, ISBN 3-922051-77-4.
- Von der hierarchischen zur team-orientierten Organisation. Die Universitätsbibliothek Leipzig in der Zeit des politischen, ökonomischen und technologischen Wandels. In: Birgit Schneider (Hrsg.): Bücher, Menschen und Kulturen. Festschrift für Hans-Peter Geh zum 65. Geburtstag. Saur, München 1999, S. 263–269, ISBN 3-598-11399-4.
- Von der Forschungsbibliothek zur modernen Universitätsbibliothek. In: ders. (Hrsg.): Die Bibliotheca Albertina in Leipzig. Festschrift zum Abschluss des Wiederaufbaus im Jahre 2002. Saur, München 2002, S. 11–18, ISBN 3-598-11623-3.
- Digitising the Hand-Written Bible: The Codex Sinaiticus, its History and Modern Presentation. In: Libri, Bd. 57 (2007), S. 45–51.
- Jugendbewegung in Deutschland vor 1933. Biografische Skizzen. In: Helmut Arnold (Hrsg.): "Dann fangen wir von vorne an". Fragen des kritischen Kommunismus; Theodor Bergmann zum 90. Geburtstag. VSA-Verlag, Hamburg 2007, S. 98–119, ISBN 978-3-89965-257-4.
- Eine "inter"-nationale Affäre. Vom Internationalen zum nationalen Leihverkehr der deutschen Bibliotheken 1988–1991. In: Georg Ruppelt (Hrsg.): West-östliche Bande. Erinnerungen an innerdeutsche Bibliothekskontakte (= Zeitschrift für Bibliothekswesen und Bibliographie, Sonderbände, Bd. 103). Klostermann, Frankfurt/M. 2011, S. 31–52, ISBN 978-3-465-03700-2.
- Wie Phönix aus der Asche. Die Universitätsbibliothek Leipzig mit ihrer Bibliotheca Albertina 1992–2005. In: Günter Baron (Hrsg.): Wendezeit – Zeitenwende in deutsche Bibliotheken. Erinnerungen aus Ost und West. BibSpider, Berlin 2011, S. 43–76, ISBN 3-936960-48-8.
- Junge Akademiker, völkische Ideologie und was daraus wurde: Greifswalder Biographien. In: Dirk Alvermann (Hrsg.): "... die letzten Schranken fallen lassen". Studien zur Universität Greifswald im Nationalsozialismus. Böhlau, Köln 2015, S. 144–179, ISBN 3-412-22398-0.
- Flüchtling in drei Ländern. Ein Bauhaus-Architekt und Sozialist in Deutschland, der Sowjetunion und Schweden. Kommentierte Edition seiner Aufzeichnungen / Werner Taesler ; herausgegeben, kommentiert und mit einem Nachwort versehen von Ekkehard Henschke. Edition Amici, Stuttgart 2019, ISBN 978-3-95612-108-1.
- Rosenbergs Elite und ihre Nachleben. Akademiker im Dritten Reich und nach 1945. Böhlau, Wien/Köln 2020, ISBN 978-3-412-51923-0.